# Renat I

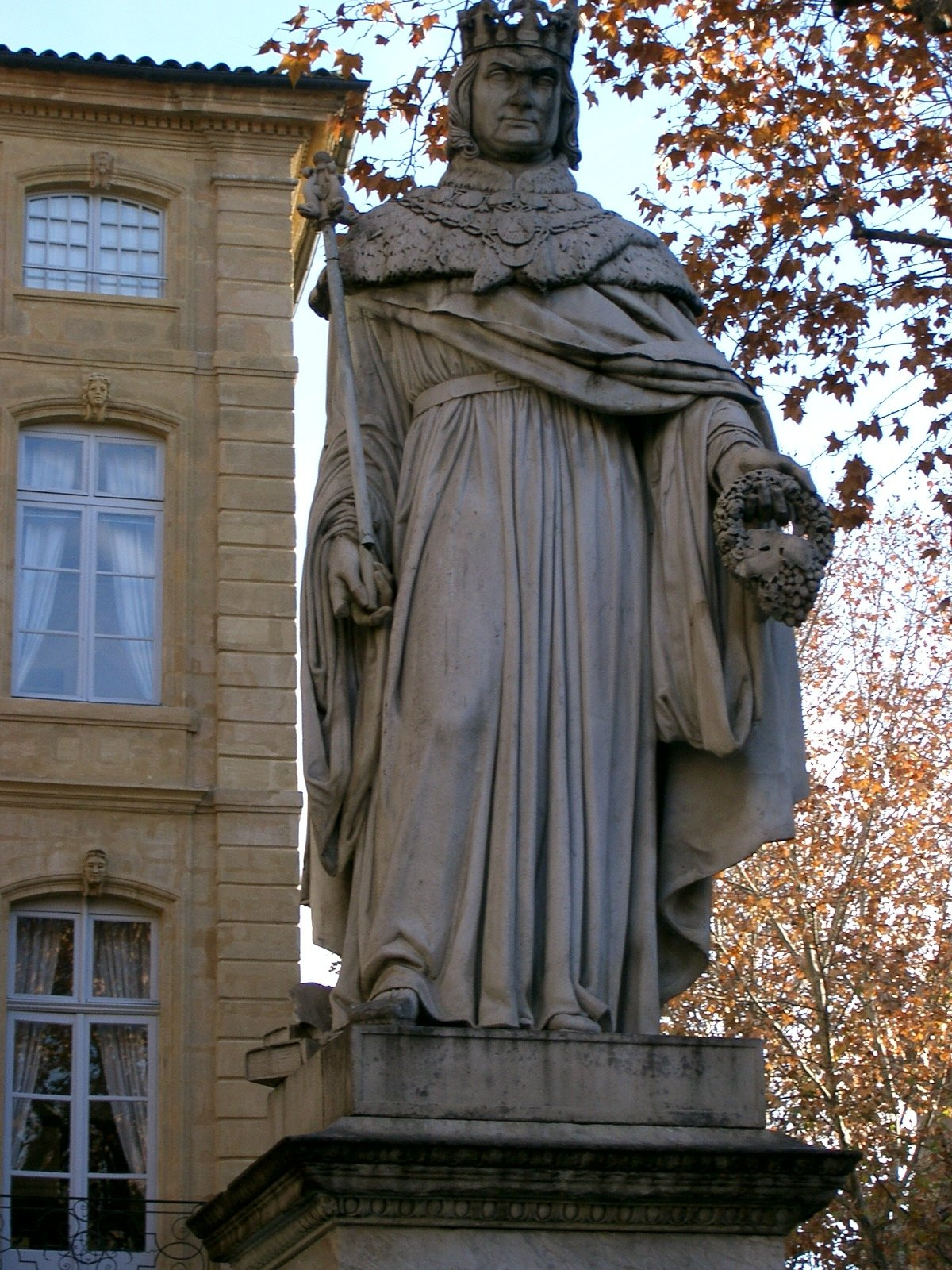
Estàtua del rei Renat I a Ais de Provença, Provença

Renat I, dit el Bo (en occità lo Rei Rainier, Rainier lo Bòn; Angers, Regne de França, 19 de gener de 1409 – Ais de Provença, 10 de juliol de 1480) fou duc de Lorena (1431 – 1453), comte de Provença i duc d'Anjou (1434 – 1480), rei de Nàpols i de Sicília (1435 – 1442), rei titular de Jerusalem (1435 – 1480) i comte de Barcelona (1466 – 1472)

## Família
Descendent dels Bel·lònides i de la Casa de Provença fou nat el 1409, fou el tercer fill de Lluís II de Provença i de Violant d'Aragó i, per tant, net de Joan I d'Aragó. Fou germà de Lluís III de Provença i de Maria d'Anjou, casada amb Carles VII de França.
El 1420 es casà amb Isabel de Lorena, filla del duc Carles II de Lorena. D'aquest matrimoni tingueren deu fills:
- Isabel d'Anjou, morta jove
- Joan II de Lorena (1425-1470), duc de Lorena i Calàbria, lloctinent de Catalunya i rei titular de Nàpols
- Renat d'Anjou (1426)
- Lluís d'Anjou (1427-1444), marquès de Pont-à-Mousson
- Violant d'Anjou (1428-1483), casada amb Frederic de Lorena, i mare de Renat II de Lorena.
- Nicolau d'Anjou (1428-?), duc de Bar, mort jove
- Margarida d'Anjou (1429-1482), casada amb Enric VI d'Anglaterra
- Carles d'Anjou (1431-1432), comte de Guisa
- Lluïsa d'Anjou (1436-?), morta jove
- Anna d'Anjou (1437-?), morta jove

Es casà novament el 10 de setembre de 1454 a Angers amb Joana de Laval. D'aquest matrimoni no tingueren fills.

## Joventut
A la mort del seu pare, el 1417, els seus germans juntament amb el seu cunyat i futur Carles VII de França, foren els guardians dels territoris del pare sota la gran influència de la seva mare. Així Lluís III va esdevenir comte de Provença i rei titular de Nàpols, aconseguint de la reina Joana II de Nàpols, el seu reconeixement com a hereu.
Per les aspiracions de la seva mare es casà, amb tan sols nou anys, amb Isabel de Lorena i aconseguí a la mort del seu sogre el ducat de Lorena. El 1429 fou present a Reims en la coronació de Carles com a rei de França.
El 1434 a la mort de Lluís III sense hereus, Renat fou designat successor del comtat de Provença i a la mort de la reina Joana II l'any següent, hereu del Regne de Nàpols. El 1441 cedí al seu germà Carles els drets sobre el Comtat del Maine.

## Lluita amb Alfons el Magnànim
El 1421 Alfons el Magnànim havia aconseguit de part de la reina Joana II de Nàpols el seu reconeixement com a hereu universal a falta de descendència directa.
Una aliança entre els ducats de Milà i de Venècia juntament amb Lluís III de Nàpols, va permetre la reconciliació entre les dues branques Anjou enfrontades pel tron reial de Nàpols. Així el 1423 la reina Joana II adoptà Lluís III com a hereu, i a la mort d'aquest els drets passaren al seu germà Renat. En la batalla de Bulgnéville de 1431, durant la guerra dels Cent Anys, Renat d'Anjou fou fet presoner per Felip III de Borgonya. Renat hagué de renunciar completament, pel tractat de 28 de gener de 1437, a totes llurs possessions a Flandes procedents de l'herència del duc Robert de Bar, i prometre per la seva esposa i filla única Violant de Lorena (nascuda el 1428) a Frederic II de Vaudémont, fill d'Antoine de Vaudémont, i fou alliberat, tornant al Regne de Nàpols, on va reprendre la defensa del seu regne contra Alfons el Magnànim.
Amb l'enuig d'Alfons, es produí el Setge de Nàpols (1437-1442) que durà sis mesos. Renat fugí cap a les seves possessions de França, que havien estat governades per la seva mare, però aquesta morí el 1442. Amb aquella fugida els napolitans li giraren l'esquena i tot i que ell pensà que mantindria la corona reial de Nàpols el cert és que la perdé en favor del comte de Barcelona.

## Rei dels Catalans

Escut d'armes de Renat I, amb les armes catalanes (1443–1453)

Escut d'armes de Renat I, amb les armes catalanes (1453–1470)

El 29 de juny de 1466, durant la guerra civil catalana mor el conestable Pere de Portugal a Barcelona havien augmentat considerablement els partidaris de posar fi a la guerra i per evitar-ho, el 2 de juliol es va publicar un decret per el que es castigaria amb la pena de mort als qui parlessin a favor del rei, la reina o el primogènit. Aprofitant aquest clima, Joan el Sense Fe va fer una oferta de pau del mateix tenor que la que acabava de fer Tortosa, que s'havia rendit el dia 15 de juliol, per mitjà d'una ambaixada de les Corts d'Aragó, però l'oferiment va ser rebutjat per les institucions barcelonines, dominades pel sector revolucionari més radical encapçalat per Cosme de Montserrat, bisbe de Vic, perquè esperava l'ajuda del regne de França.
S'oferí la corona a Renat I d'Anjou, net de Joan I d'Aragó i antic enemic d'Alfons el Magnànim, la qual cosa modificarà el sistema d'aliances internacionals i es va nomenar una ambaixada formada per tres membres en representació dels tres estaments del Principat perquè anés a Angers per rendir-li vassallatge, i va acceptar només quan Lluís XI de França el va fer saber en secret que comptava amb el seu suport. Conscient que darrere de la proclamació de Renat d'Anjou estava Lluís de França, Joan va demanar-li que mantingués l'aliança subscrita al Tractat de Baiona de 1462 i no va rebre resposta. El canvi en la seva política respecte de Catalunya va ser comunicat per Lluís a les autoritats catalanes, a les quals va assegurar que havia abandonat la seva anterior «aliança i confederació» amb el rei Joan i que es disposava a prestar tota la seva ajuda i consell a Renat d'Anjou. En el pla internacional la resposta de Joan va ser concertar una lliga amb Eduard IV d'Anglaterra i Carles I de Borgonya, dos enemics del rei francès.
Renat mai va arribar a ser a Catalunya i cedí els drets al seu fill, Joan II de Lorena, que entrà com a lloctinent a Barcelona el 31 d'agost de 1467, i va trigar a reunir l'exèrcit amb què actuaria a Catalunya, així que Joan el Sense Fe va intentar aprofitar per ocupar l'Empordà per impedir l'avenç de l'exèrcit angeví cap a Barcelona un cop creués els Pirineus, i per això calia prendre la fortalesa de Roses, de manera que a finals de setembre de 1466 l'exèrcit reial, al comandament de la reina Joana Enríquez s'hi va dirigir des de Manresa, passant per Olot, Besalú i Banyoles i el 22 d'octubre va començar l'assalt, però Roses va resistir i aquest fracàs va possibilitar l'avenç de l'exèrcit angeví, del que l'avançada va entrar al Principat el gener de 1467 i va arribar a Barcelona a mitjans de febrer després de prendre Castelló d'Empúries l'1 de febrer. Els angevins van ser aclamats pels seus desmoralitzats habitants, que en aquells moments patien greus penúries econòmiques. A mitjan abril va creuar els Pirineus el gruix de l'exèrcit angeví amb Joan II de Lorena al capdavant, i a qui Lluís XI feia poc que havia renovat la promesa de suport. Tot i això, no es va dirigir directament a Barcelona, sinó que abans va intentar prendre Girona, el principal nucli realista al nord de Catalunya. A mitjan agost va haver de desistir del setge emprès el 7 de juliol després d'haver-se apoderat de la major part de l'Alt Empordà davant l'anunci de l'arribada d'un exèrcit realista d'auxili al comandament del joveníssim príncep Ferran. Per por de veure's atrapat entre dos focs, va aixecar el campament i el 3 de setembre va entrar a Barcelona.
La retirada de Joan d'Anjou de les comarques gironines va permetre una contraofensiva realista comandada pel príncep Ferran, que es va apoderar de diverses places de l'Alt Empordà. En el seu suport va salpar Joan el Sense Fe des de Tarragona al capdavant d'una flota que va desembarcar a Sant Martí d'Empúries el 2 d'octubre i va entrar a Girona el 27, però el 21 de novembre un comboi que sortí de Figueres dirigit per Joan Ramon Folc IV de Cardona és derrotat a Viladamat amb les seves tropes reialistes contra les revoltades, dirigides per Ferri II de Lorena, el comte de Vaudemont, gendre de Renat d'Anjou, i per Pere Joan Ferrer i altres capitans catalans, de manera que el príncep Ferran d'Aragó es veu obligat a refugiar-se en una casa del centre de Viladamat, on fou rescatat per Alfons d'Aragó. La derrota obligà el rei Joan el Sense Fe i el seu hereu a refugiar-se a l'estol reial i a tornar a Tarragona per dirigir-se a Cervera.
Per a Joan el Sense Fe i el príncep la derrota de Viladamat va ser la fi de les seves esperances d'aconseguir una victòria ràpida a la guerra i mentre Joan d'Anjou reforçava la seva autoritat davant les institucions catalanes i va reduir considerablement la intranquil·litat a la ciutat a causa de la crisi econòmica i financera. A mitjan desembre de 1467 el mateix Joan d'Anjou va partir per a l'Empordà per completar la victòria de Viladamat assetjant el castell de Sant Martí d'Empúries, que va acabar rendint-se quatre mesos després, el 15 d'abril de 1468, i poc després el castell de Begur. Poc després, a mitjans de juny, Joan d'Anjou va creuar els Pirineus per reclutar un exèrcit de reforç que li permetés apoderar-se de Girona, l'últim bastió realista a la zona, defensat per Alfons d'Aragó, qui el 23 de maig de 1468 vencé la host del comte de Vaudemont, que avançava cap a Sant Joan de les Abadesses, i una host comandada per Ramon de Espés va prendre a l'assalt la vila de Berga el 12 de setembre de 1468.
Davant la previsible represa de l'ofensiva de Joan d'Anjou la primavera de l'any següent, Joan el Sense Fe va convocar Corts Generals a Monsó per demanar els fons necessaris per continuar la guerra i va tenir poques dificultats per obtenir importants donatius. I al mateix temps va reactivar la seva aliança amb Eduard IV d'Anglaterra, signada simultàniament a Saragossa i Londres el 20 d'octubre del 1468, i amb Carles el Temerari de Borgonya el 22 de febrer del 1469 per constituir una «gran aliança occidental» i aïllar Lluís XI de França, el seu gran enemic i suport dels Anjou a Catalunya.

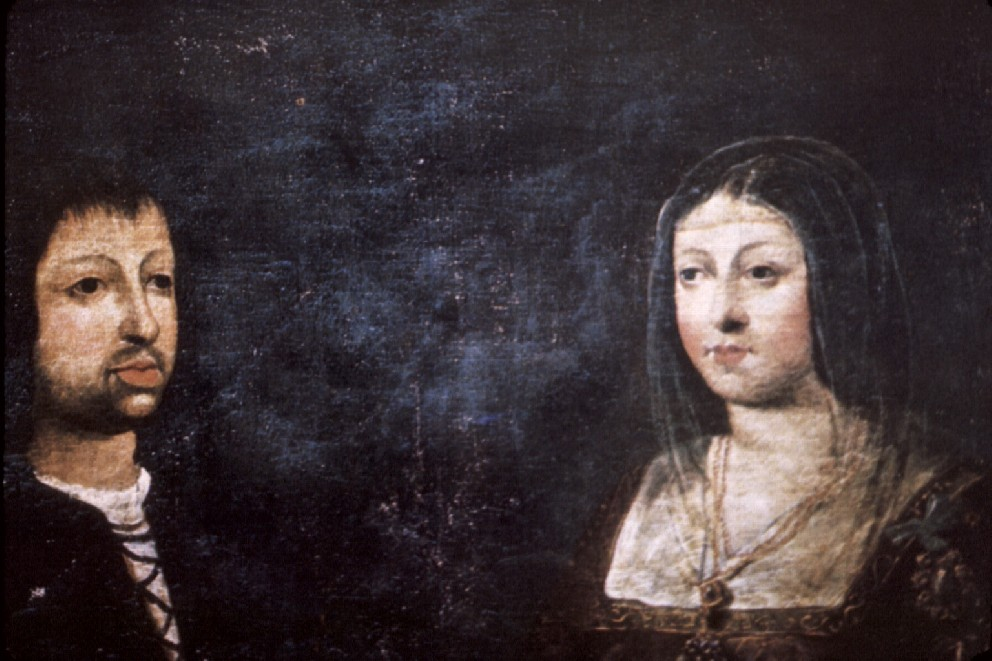
Ferran el Catòlic i la seva esposa Isabel de Castella

En aquestes circumstàncies a Joan el Sense Fe no li quedava més opció que buscar suports a la Corona de Castella, on el 19 de setembre de 1468 s'acabava de proclamar Isabel de Castella com a Princesa d'Astúries i hereva de la Corona de Castella pel Tractat dels Toros de Guisando en detriment de Joana la Beltraneja. Joan va enviar a Castella uns ambaixadors que van entaular negociacions amb el bàndol aristocràtic partidari de la princesa Isabel per concertar-ne el matrimoni amb el príncep Ferran, des del 10 de juny rei de Sicília en haver-li cedit el seu pare la corona en contra de la pretensió d'Enric IV de Castella de casar-la amb Alfons V de Portugal. Les negociacions van fructificar i el 5 de març de 1469 es van signar les Capitulacions de Cervera en què es van establir unes dures condicions per al príncep Ferran, que va quedar supeditat a la seva dona i al bàndol nobiliari que la recolzava i que el seu pare no va tenir més remei que acceptar perquè necessitava desesperadament l'ajuda de la Corona de Castella. El casament es va celebrar a Valladolid el 18 d'octubre després que, gràcies a l'ajuda de l'arquebisbe de Toledo i de l'almirall de Castella, la princesa Isabel s'escapolís d'Ocaña on estava retinguda pel seu germà i que el príncep Ferran travessés la frontera castellana disfressat de traginer per evitar ser reconegut i caure en mans dels partidaris del rei Enric IV.
L'abril del 1469, al mes següent de la signatura de les Capitulacions de Cervera, el poderós exèrcit que Joan d'Anjou havia reunit al Rosselló va avançar cap a Girona i va establir el seu camp a Castelló d'Empúries, però els angevins no van haver de prendre la ciutat, perquè aquesta es va lliurar sense lluitar l'1 de juny de 1469 a causa de la defecció de la majoria dels seus defensors, entre els quals hi havia el bisbe Joan Margarit, que es van imposar als que volien resistir el setge. En els mesos següents van caure altres localitats de l'interior com Camprodon, Olot, Sant Joan de les Abadesses i Besalú i per aquestes mateixes dates el sometent de Barcelona va prendre el castell d'Eramprunyà a la comarca del Penedès. Tot i això, l'ofensiva es va aturar a finals de 1469 perquè Joan d'Anjou va marxar a Provença per obtenir els diners que necessitava i per la falta de col·laboració de Lluís XI, ocupat a sufocar l'alçament del comte Joan V d'Armanyac. Hug Roger III de Pallars Sobirà, empresonat a Mora d'Ebre des de la batalla de Calaf pactà la seva llibertat a canvi d'un rescat de 100 florins d'or i de treballar secretament per Joan el Sense Fe, però no complí la seva paraula i s'alià de nou amb la Generalitat de Catalunya.
A principis d'agost del 1470, Joan d'Anjou va tornar a Barcelona i va caure malalt, on va morir pocs mesos després, el 16 de desembre de 1470. Les autoritats barcelonines li van rendir un sentit homenatge i va ser substituït a la lloctinència de Catalunya per un fill natural seu, Joan de Calàbria, que no va arribar a Barcelona fins al 12 de juny de 1471 i amb qui comença l'etapa final marcada pels desastres per als antijoanistes, la defecció d'importants personatges, la manca de recursos per l'empobriment general i l'aïllament internacional.
Bernat II de Vilamarí, el comandant de la marina de Joan el Sense Fe, va aconseguir el 19 de setembre la defecció de Cadaqués, amb un port de molta importància, però fou reconquerida per la Generalitat el 29 de desembre i els mesos següents Berga, el 23 d'abril, i Tamarit, el 10 de setembre del 1471. Però aquesta va ser la seva última victòria, ja que a finals de l'estiu d'aquell any Joan el Sense Fe va organitzar una gran ofensiva amb l'objectiu de prendre Barcelona, i a mesura que aquesta avançava, el clima de derrota s'anava estenent entre les files de la Generalitat. La primera mostra va ser el pas al bàndol realista dels defensors de Girona pels suborns que van rebre, on Lluís Despuig, el mestre de l'Ordre de Montesa i nou lloctinent a Catalunya, va entrar el 18 d'octubre sense combatre, i immediatament després va caure en mans realistes gairebé tot el Baix Empordà, mentre que al Vallès les tropes d'Alfons d'Aragó i del comte de Prades prenien Sant Cugat del Vallès, Sabadell i Granollers, culminant la seva ofensiva amb la gran victòria de la batalla de Santa Coloma de Gramenet del 26 de novembre de 1471 en què fou derrotat l'exèrcit de la Generalitat al comandament de Dionís de Portugal i Jaume Galiotto. Les victòries realistes van accentuar la crisi i les discrepàncies al bàndol rebel. El 19 de novembre van ser desterrats a Provença per ordre de Joan de Calàbria sis personatges importants, entre els quals s'incloïen l'abat de Montserrat i el del monestir de Sant Cugat del Vallès. L'única esperança que els quedava era l'ajuda de França, però aquesta no arribaria, perquè Lluís XI estava en guerra amb Carles I de Borgonya. Tampoc va ajudar a la causa angevina la mort del papa Pau II, que donava suport a Renat, i la seva substitució per Sixt IV l'agost de 1471, un papa favorable a Joan el Sense Fe, probablement gràcies als consells del cardenal valencià Roderic de Borja. Amb bona part de Catalunya recuperada per les tropes reials, comença un setge a Barcelona que durarà fins al 8 d'octubre de 1472. Sense suports exteriors, els catalans han de rendir-se a la realitat i Barcelona es lliura als reialistes després d'un perdó general.

## Final dels seus dies
El 1470 es retirà a la Provença, i el 1474 inicià el repartiment dels seus béns entre els seus fills.
Mentre al Regne de Nàpols Alfons el Magnànim s'hi instal·là de forma definitiva, al comtat de Provença el succeí el seu nebot Carles d'Anjou, quart duc d'Anjou, i comte de Provença amb el nom de Carles III de Provença. La seva filla Violant d'Anjou rebé el ducat de Lorena i el comtat de Bar.
El 10 de juliol de 1480 morí a la ciutat d'Ais de Provença, i fou sepultat a la catedral d'Angers.
Molt afeccionat a les arts, va escriure novel·les i obres de caràcter moral, en vers i en prosa.